# عبدالله رضیان
عبدالله رضیان نماینده حوزه قائم‌شهر، سوادکوه، جویبار، سیمرغ و سوادکوه‌شمالی در دهمین دوره مجلس شورای اسلامی است. او در لیست انتخاباتی اصلاح‌طلبان و تدبیر و امید حضور داشت. از سوابق رضیان معاونت سازمان بازرسی مازندران، ریاست دادگستری شهرستان‌های آمل، بابل و بهشهر و شعبه ۲۶ دادگاه تجدید نظر مازندران بوده است.
در انتخابات سال ۱۳۹۴ مجلس شورای اسلامی که با مشارکت ۸۴ درصدی رای‌دهندگان این حوزه مواجه بود، رضیان با کسب ۶۲ هزار و ۱۹۲ رأی به نمایندگی انتخاب شد.